# Arado Ar 68
Arado Ar 68 byl německý jednomotorový dvouplošný stíhací letoun vyvinutý firmou Arado ve 30. letech. Stroj byl vyvíjen od roku 1932 jako možná náhrada stíhacích dvouplošníků Heinkel He 51.

## Vývoj
První prototyp Ar 68a (imatrikulace D-IKIN) vzlétl v létě 1934 ve Warnemünde a to ještě s motorem BMW VId o výkonu 550 k, jelikož vývoj definitivního motoru Jumo 210 ještě nebyl dokončen.
Druhý prototyp Ar 68b (D-IVUS) už měl motor Jumo 210 A o výkonu 610 k a byl zalétán v roce 1935. Třetí prototyp Ar 68c (D-IBAS) navíc nesl výzbroj dvou kulometů MG 17 ráže 7,92 mm. Výkony typu však nebyly hodnoceny příliš kladně. Prototyp Ar 68d (D-ITAR) opět poháněl motor BMW VI, zatímco prototyp Ar 68e (D-ITEP), který se stal vzorem konečné sériové verze Ar 68E-1, poháněl motor s dvojstupňovým kompresorem Jumo 210 Da o výkonu 680 k.
Ar 68d V4 se stal vzorovým strojem sériové varianty Ar 68 F-1 s instalovanou pohonnou jednotkou BMW VI 7,3 Z. Výroba této verze byla ukončena na podzim 1936.
Sériová varianta Ar 68E-1 byla vybavena motorem Jumo 211 Ea o výkonu 750 k, který roztáčel dvoulistou dřevěnou vrtuli Heine.
Poslední verzí byl stroj Ar 68 H (D-ISIX) vyrobený na jaře 1937, který poháněl hvězdicový devítiválcový motor BMW 132 Da chlazený vzduchem o výkonu 625 kW. Tento exemplář s již zakrytou pilotní kabinou dosahoval o 65 km/h vyšší rychlost oproti předchozím verzím. Výzbroj byla posílena další dvojicí kulometů MG 17 v horním křídle. Sériová výroba však nebyla zahájena.

## Nasazení
Letouny Arado Ar 68 F-1 byly do služby zavedeny v létě roku 1936. Jedinou jednotkou vybavenou touto verzí se stala nově založená I./JG 134 „Horst Wessel“ ve Werlu, později přeznačená na ZG 26.
Ar 68 E-1 se dostaly do výzbroje nově zformované III./JG 141 ve Fürstenwalde.
V roce 1938 byly dva stroje Ar 68 E-1 testovány v bojových podmínkách Španělské občanské války v jednotce Grupo 9, které velel kapitán Javier Murcia, jako noční stíhací. Zde se ukázalo, že dvouplošníky jsou již zastaralým typem válečného letadla a tak k sériové výrobě dalších zlepšených verzí stroje již nedošlo.
Noční stíhací úkoly plnily od září do konce roku 1939 také letouny Ar 68 E a F ve výzbroji Luftwaffe. V rámci Luftflotte 3 operovaly 10.(Nachtjagd)/JG 72 se 16 stroji a 11.(Nachtjagd)/JG 72 s 12 stroji, které hlídkovaly nad německo-francouzskou hranicí. Obě jednotky byly zanedlouho přejmenovány na 11./JG 2 a 5./JG 52.
Dne 26. září 1939 byla 7./JG 53 zreorganizována na 10.(Nachtjagd)/JG 53 a vybavena letouny Ar 68 F-1. Jednotka operovala z letišť v oblasti Oedheim-Heilbronn.
Od roku 1940 byly všechny Ar 68 převedeny do Jagdfliegerschulen k výcviku.

## Specifikace (Arado Ar 68 E-1)

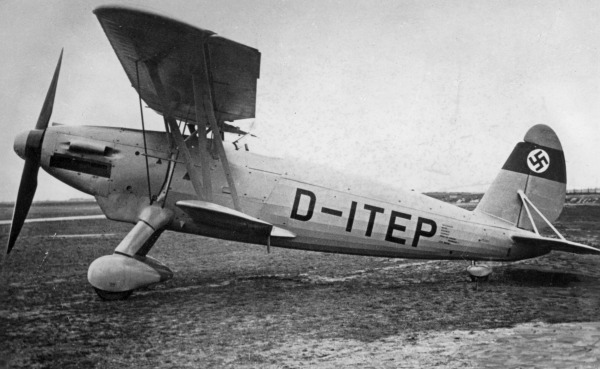
Pátý prototyp Ar 68 (D-ITEP)

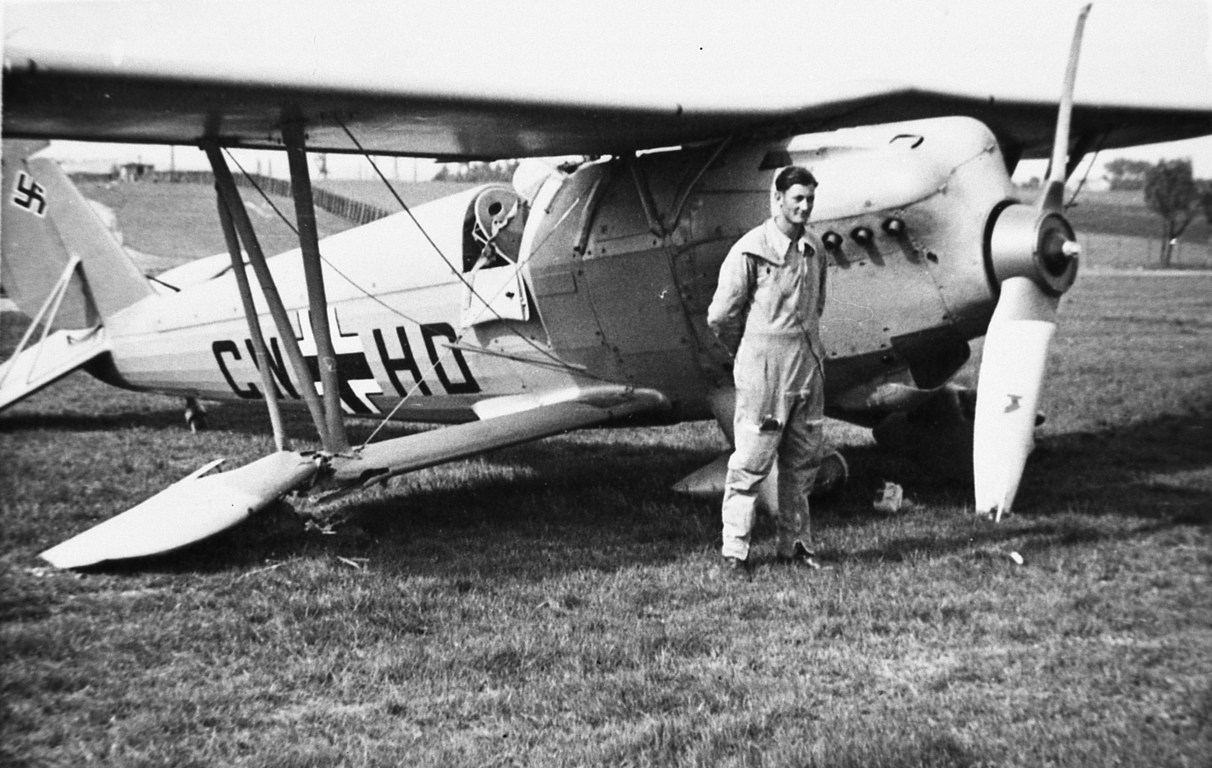
Arado Ar 68 F-1 (CN+HD)

### Technické údaje
- Osádka: 1 (pilot)
- Rozpětí: 11 m
- Délka: 9,5 m
- Výška: 3,3 m
- Hmotnost prázdného letounu: 1600 kg
- Vzletová hmotnost: 2020 kg
- Pohonná jednotka: 1 x dvanáctiválcový vidlicový motor Junkers Jumo 210 Ea
  - Výkon motoru: 750 k (500 kW)

### Výkony
- Maximální rychlost: 335 km/h
- Dostup: 8100 m
- Dolet: 415 km

### Výzbroj
- 2 × 7,92mm synchronizovaný kulomet MG 17 nad motorem
- 60 kg pum (typ SC 10)